# Генк-Ян Зволле
Генк-Ян Зволле (нід. Henk-Jan Zwolle, 30 листопада 1964) — нідерландський академічний веслувальник.
Олімпійський чемпіон 1996 року в складі вісімки, бронзовий призер 1992 року в складі парної двійки, учасник 1988 року.
Чемпіон світу 1991 року в складі парної двійки, срібний призер 1994, 1995 років у складі вісімки.